# دمج الطفل
دمج الطفل هو إشراك الأطفال في مجموعة متنوعة من الأنشطة اليومية الناضجة للأسر والمجتمعات. ويتناقض مع الفصل على أساس العمر وفصل الأطفال إلى أنشطة ومؤسسات محددة حسب العمر (مثل بعض نماذج التعليم المنظم). يعطي دمج الأطفال في مجموعة من أنشطة الأسرة والمجتمع الناضجة قيمًا ومسؤولية متساوية للأطفال كمساهمين ومتعاونين، ويمكن أن يكون وسيلة لمساعدتهم على التعلم. ويوفر دمج الأطفال بيئة تعليمية لأن الأطفال قادرون على الملاحظة والمشاركة عند شعورهم بأنهم يستطيعون فعل ذلك.
لم يعد دمج الأطفال في حياة «الكبار» في الولايات المتحدة شائعًا كما كان من قبل. ولكن؛ لا تزال الأعراف الاجتماعية في الثقافات الأخرى تدمج الأطفال في الأنشطة الناضجة والمنتجة للأسرة والمجتمع. يوجد في جميع الثقافات دمج للأطفال بطريقة أو بأخرى. فمثلًا، يبدو أن التعليم الأولي للغة لدى جميع الأطفال تقريبًا يُدعم بدمج الطفل في مجتمع لغوي ناضج. لا يُعلّم الطلاب عادةً كيفية التحدث في الصف، بل يتعلمون ذلك عن طريق ملاحظة اللغة واستخدامها عندما يستطيعون ذلك.

## أمثلة عن الأطفال في المجتمعات التعاونية
يشارك الأطفال في مجتمعات الشعوب الأصلية في أنشطة ناضجة بتوجيه من شخص مارس هذا النشاط. يُلاحظ ويقيّم الموجّه والمتعلم عند المشاركة في المساعي المشتركة، مقدارَ استيعاب المتعلم في المهمة ويقدم الموجّه الدعم إذا لزم الأمر.
تؤكد ثقافات الشعوب الأصلية وتغرس قيم الاحترام والتعاطف والتعاضد في أطفالهم. وتُمارس هذه القيم عبر مهام مثل النوم المشترك واللعب الجماعي، التي تُساعد على إيجاد روابط وثيقة داخل الأسرة والمجتمع.
هناك طرق مختلفة عديدة يمكن بها دمج الأطفال في المجتمع. مثلًا؛ علّم أخصائيو رعاية الطفل في بعض المجتمعات الأصلية (مثل الأمم الأولى في كندا) الأطفال اللغة التقليدية، لتقع على عاتق الأطفال فيما بعد مسؤولية نشر تلك المعرفة اللغوية بتعليمها لآبائهم ولأفراد أسرهم الآخرين، وبالتالي يُدمجون في المجتمع ويتحملون مسؤولية استمرار التراث اللغوي.
يمتلك شعب تشيبيوا طرق تدريس مختلفة، مثل المحاضرات والإرشاد ودمج الأطفال في الحياة الاجتماعية وحياة البالغين. وعلى العموم، يقوم الأطفال بنفس المهام التي تقوم بها أمهاتهم وآباؤهم على نطاق أصغر. فمثلًا، قد تتعلم فتاة صغيرة صنع الشباك مثل أمها وتستخدم نفس العُقد الذي تستخدمها أمها ولكنها تصنع شباكًا أصغر من شباك أمها. ومع مرور السنين، ستصنع ببطء شباكًا أكبر وأكبر وتتقن المهارة التي تمتعت بها أمها وجدتها من قبلها. يمكن تعلّم هذه المهارات عن طريق الملاحظة، وأحيانًا إذا كان يوجد شخص في المجتمع بارع جدًا في شيء ما، قد يوصي البالغون الطفل بالعثور على هذا الشخص والتعلم منه.

### مساعي المجتمع
يبدأ دمج الأطفال في المساعي المجتمعية والأسرية في مجتمعات الشعوب الأصلية الأمريكية في سن الطفولة المبكرة. يُسمح للأطفال لدى شعوب المايا في شبه جزيرة يوكاتان، بالتجوال بحرية مما يتيح لهم فرصة كبيرة للتعرف على الأنشطة العادية للعائلة. في مجتمع السكان الأصليين المكسيكيين في مازاهوا، ينسق الأطفال أنشطتهم مع أنشطة آبائهم بطريقة تسمح لهم بالتعاون في المساعي الأسرية ويمكن أحيانًا منحهم مركزًا قياديًا في هذا المسعى. ويعتبر الأطفال مساهمين قيّمين ومسؤولين في المجتمع. تبدأ عملية دمج الطفل في الأنشطة الناضجة في مرحلة الطفولة وتستمر طول الزمان، بين سن الثالثة والرابعة يكون الطفل مشاركًا بالفعل في بعض الأنشطة اليومية للأسرة، وبسن الخامسة والسابعة، يكون الطفل متعاونًا بالفعل في معظم المساعي التي يقوم بها البالغون، وتقع عليه العديد من المسؤوليات الهامة التي تتراوح بين أداء بعض المهام المنزلية وتوفير رعاية الأطفال للأخوة الأصغر سنًا.
تُعد الممارسة الثقافية لدمج الأطفال في الأنشطة الناضجة للأسرة والمجتمع ممارسة شائعة في العديد من مجتمعات الشعوب الأصلية الأمريكية. ويدمج العديد منها الأطفال في أنشطة الكبار وفي الحياة العملية، وغيرها من الممارسات الثقافية الأخرى في سن مبكرة جدًا. وفي شعب الكيتشوا في جبال الأنديز، تقبل الأسر الطفل كجزء من عملية متكاملة لتحقيق رفاهية جماعية. وكثيرًا ما يجلب للأطفال الذين يبلغون السنتين في مجتمع شيليهواني طعامهم ومشروبهم الخاص، ويشاركون أفراد أسرتهم في رعي الحيوانات ورعايتها. لا يُعد العمل واللعب في هذا المجتمع منفصلين (العمل للبالغين واللعب للأطفال). يتمتع الأطفال بمسؤوليات حقيقية ويفتخرون بقدرتهم على الإسهام في مجتمعهم.
وبالمثل، عادة ما تدمج بعض مجتمعات تشيبيوا في واشنطن الأطفال في الأنشطة الناضجة للمجتمع. ويُتوقع من الأطفال الملاحظة والعمل مع والديهم ليتمكنوا من تطوير المهارات اللازمة لهذا النوع من العمل. تساعد الفتيات الصغيرات أمهاتهن في أعمال الخرز والأعمال المنزلية وتقطيع الخشب وما إلى ذلك، ويتوقع أن يعمل الفتيان على صنع الزوارق مع الرجال، ويمنحون سهامًا لتعلم مهارات الصيد في سن 5 أو 6 سنوات.
توفر الأنشطة المنزلية اليومية للطفل القدرة على تعلم الممارسات الثقافية مثل أطباق الطعام المختلفة والنظافة ومهارات الأبوة وكذلك القيم الاجتماعية والمعتقدات الدينية. ومن المعتاد أن يتعلم الأطفال في المجتمعات الأمريكية الأصلية من خلال التجربة والخطأ بدلًا من التعليم الصريح. ويرجع ذلك إلى الفهم الثقافي لمبدأ (الخسارة تعلم الناس) الذي يشجع على تفاؤل ونمو الطفل في المجتمع، ويسمح للشباب بالشعور بالراحة في ارتكاب الأخطاء طالما أنهم يواصلون العمل نحو تحقيق أهدافهم.
يُشجَع الأطفال في مدينة تيبوزتلان على المشاركة في الأنشطة المجتمعية. يعتقد الناس هناك أن الجميع يمكنهم المساهمة بشيء في مساعي المجتمع. ويُشجع الأطفال الصغار على المشاركة من خلال إحضارهم إلى اجتماعات وأنشطة مختلفة من قبل أمهاتهم، ويطلب منهم عندما يكبرون الالتحاق بالمجموعة بمحض إرادتهم.

### الحركات السياسية والحياة المدنية
يمكن لبعض مجتمعات الشعوب الأصلية الأمريكية دمج الأطفال الصغار في الأنشطة السياسية للمجتمع. فقد خلق العنف السياسي والتهجير داخل مجتمع سان أوغستين لوكسيتشا، واهاكا جانبًا هامًا من مشاركة الأطفال في كفاح المجتمع. من الشائع أن يشارك الأطفال الصغار في هذا المجتمع في المسيرات أو الاعتصامات والإضراب عن الطعام والحياة المدرسية ولعب الأطفال، وقبول الجزء السياسي في حياتهم بدلًا من النظر إليه كعمل شاق أو يثير الشفقة.
في مدينة ناهو الأصلية في تيبوزتلان، بالقرب من مدينة مكسيكو، شارك الأطفال والمراهقون وكبار السن من أفراد المجتمع في حركة سياسية لمدة 5 سنوات ضد بناء ملعب غولف في مدينتهم. شارك الأطفال خلال التجمعات بالمساعدة في إعداد الغذاء والمشروبات للجموع، بينما أحضر المراهقون مجموعات من زملائهم لزيادة المشاركة السياسية في المجتمع. وخلال المسيرات والاحتجاجات كان الأطفال والمراهقون أعضاء نشطين في الحركة المدنية. وأي قمع تتعرض له المجموعة باسم السلطات لا يعتبر سلبيًا في تجربة الشباب، بل يعتبر شيئًا يزيد من تحفيز رغبتهم في أن يكونوا نشطاء سياسيًا. وبدمجهم في البنية السياسية للحركة المدنية، يتسع فهم الطفل/المراهق للمسألة لدرجة أنه لا يكون له وجود جسدي في المجموعة فحسب، بل ويكون قادرًا أيضًا على تقديم وجهات نظر جديدة وحلول محتملة للمسألة المطروحة. ومن المهم ملاحظة أنه لم يجبر أي من الأطفال والمراهقين المشاركين على القيام بذلك. فإذا أبدى الأطفال اهتمامًا بالحركة السياسية يشجعهم الكبار على المشاركة، ولكن في النهاية يترك له الخيار دائمًا. وبمجرد أن يقرر الطفل المشاركة، يحترم الوالدان والبالغون الآخرون وتيرة وإيقاع تلك المشاركة.